# Paengnyŏng
Paengnyŏng – jedna z południowokoreańskich wysp na Morzu Żółtym, bezpośrednio przy linii demarkacyjnej Northern Limit Line z Koreą Północną. Ze względu na swoje wysunięcie na północ i położenie przy wybrzeżu Korei Północnej stanowi bazę wojskową wojsk Korei Południowej i Stanów Zjednoczonych, zaś w przeszłości także cel ucieczek mieszkańców Korei Północnej. Stanowi najbardziej na zachód wysunięty punkt Korei Południowej.

## Literatura
- Malcom and Martz, White Tigers: My Secret War in North Korea, Brassey's. 1996
- Baengnyeong. Ongjin County. [zarchiwizowane z tego adresu (2012-12-19)]. (ang.).